# Neurigona bicolor
Neurigona bicolor är en tvåvingeart som beskrevs av Van Duzee 1933. Neurigona bicolor ingår i släktet Neurigona och familjen styltflugor.
Artens utbredningsområde är Guatemala. Inga underarter finns listade i Catalogue of Life.